# Rejon przemyślański
Rejon przemyślański (ukr. Перемишлянський район) – dawna jednostka administracyjna Ukrainy, a wcześniej także Ukraińskiej Socjalistycznej Republiki Radzieckiej w Związku Socjalistycznych Republik Radzieckich, funkcjonująca w latach 1940–1941, 1944–1962 i 1964–2020. Należał do obwodu lwowskiego. Siedzibą rejonu były Przemyślany.
Według spisu powszechnego z roku 2001 w rejonie żyło 47 800 ludzi, w tym 100 Rosjan (0,2%) i 100 (0,2%) Polaków.

## Historia
Rejon przemyślański został utworzony 17 stycznia 1940 na podstawie dekretu Prezydium Rady Najwyższej USRR o podziale na rejony zachodnich obwodów USRR, kiedy to w obwodzie lwowskim utworzono 37 rejonów, między innymi przemyślański. Rejon objął miasto Przemyślany oraz obszary zniesionych gmin Dobrzanica, Przemyślany i Świrz. Obszary te należały przed wojną do powiatu przemyślańskiego w województwie tarnopolskim.
Rejon przemyślański przestał istnieć wraz z wybuchem wojny niemiecko-radzieckiej 22 czerwca 1941. Jego tereny weszły w skład Landkreis Złoczów dystryktu galicyjskiego Generalnego Gubernatorstwa.
Rejon został odtworzony 23 lipca 1944, po zajęciu tych terenów przez Armię Czerwoną.
30 grudnia 1962 rejon przemyślański zniesiono, włączając jego obszar do rejonu złoczowskiego.
4 stycznia 1964 rejon przemyślański przywrócono, wydzielając go z rejonu złoczowskiego, lecz o nieco zmienionych granicach.
5 lutego 1965 radę wiejską Chlebowice Wielkie przeniesiono z rejonu pustomyckiego do rejonu przemyślańskiego
Rejon przemyślański zlikwidowano po raz trzeci w związku z reformą administracyjną w 2020 roku, kiedy to jego obszar wcielono do nowego rejonu lwowskiego.

## Współcześnie
Liczył 19,8 tys. ha, czyli 4,2% powierzchni obwodu lwowskiego. Głównym miastem były Przemyślany.

## Spis miejscowości
- Baczów (Бачів)
- Biała (Біле)
- Biłka (Білка)
- Błahodatiwka[9][10] (Благодатівка)
- Błotnia (Болотня)
- Borszów (Боршів)
- Bóbrka (Бібрка)
- Brykoń (Брикун)
- Brzuchowice (Брюховичі)
- Chlebowice Świrskie (Глибовичі)
- Chlebowice Wielkie (Великі Глибовичі)
- Ciemierzyńce (Чемеринці)
- Czupernosów (Чуперносів)
- Dobrzanica (Добряничі)
- Dunajów (Дунаїв)
- Dusanów (Дусанів)
- Ewówka (Рівна)
- Hanaczówka (Ганачівка)
- Homina (Хомина) dawniej cz. Białego
- Honczarów (Гончарів)
- Hrabnik (Грабник)
- Gorzelnia (Гуральня)
- Janczyn (Іванівка)
- Kaminna (Камінна)
- Kimirz (Кимир)
- Kopań (Копань)
- Korosno (Коросно)
- Korzelice (Кореличі)
- Kosteniów (Костенів)
- Kozubatyca (Кузубатиця)
- Kuczerówka (Кучерівка)
- Kurnyj (Курний)
- Lipowce (Липівці)
- Lubeszka (Любешка)
- Ładańce (Ладанці)
- Łahodów (Лагодів)
- Łanki Małe (Малі Ланки)
- Łany (Лани)
- Łonie (Лоні)
- Łoniówka (Лонівка)
- Łopuszna (Лопушна)
- Meryszczów (Мерещів)
- Mostyszcze (Мостище)
- Niedzieliska (Неділиська)
- Nowosiółka (Новосілки)
- Olchowiec (Вільховець)
- Ostałowice (Осталовичі)
- Pleników (Плеників)
- Pletenice (Плетеничі)
- Płoska (Плоска)
- Pniatyn (Пнятин)
- Podhorodyszcze (Підгородище)
- Podjarków (Під'ярків)
- Podmanasterz (Підмонастир)
- Podusów (Подусів)
- Podusilna (Подусільна)
- Podwiński[11] (Підсмереки)
- Podwysokie (Мивсева)
- Podwysokie (Підвисоке) k. Świrza
- Poluchów Mały (Малий Полюхів)
- Przemyślany (Перемишляни)
- Prybeń (Прибинь)
- Riwna (івна)
- Romanów (Романів)
- Rubcze (Рубче)
- Sarniki (Сірники)
- Siedliska (Селиська)
- Siworogi (Сивороги)
- Stanimirz (Станимир)
- Stoki (Стоки)
- Strzałki (Стрілки)
- Suchodół (Суходіл)
- Szpilczyna (Шпильчина)
- Świrz (Свірж)
- Tartówka (Тернівка)
- Tuczne (Тучне)
- Uniów (Унів)
- Uszkowice (Ушковичі)
- Wicyń (Смереківка)
- Wilawcze (Вілявче)
- Wiśniowczyk (Вишнівчик)
- Wojciechowice (Утіховичі)
- Wołków (Вовків)
- Wołoszczyzna (Волощина)
- Wołowe (Волове)
- Wypyski (Виписки)
- Zaciemne (Затемне)
- Za Dębiną (Задубина)
- Zastawki-Jabłonów (Заставки-Яблунів)
- Żędowice (Розсохи)